# Sterling (Kansas)
Sterling es una ciudad ubicada en el condado de Rice en el estado estadounidense de Kansas. En el año 2010 tenía una población de 2328 habitantes y una densidad poblacional de 612,63 personas por km².

## Geografía
Sterling se encuentra ubicada en las coordenadas 38°12′38″N 98°12′16″O / 38.21056, -98.20444 (38.210658, -98.204549).

## Demografía
Según la Oficina del Censo en 2000 los ingresos medios por hogar en la localidad eran de $35,282 y los ingresos medios por familia eran $40,739. Los hombres tenían unos ingresos medios de $32,381 frente a los $17,423 para las mujeres. La renta per cápita para la localidad era de $13,229. Alrededor del 11.9% de la población estaban por debajo del umbral de pobreza.